# Eskimo Recordings
Eskimo Recordings — звукозаписний лейбл у Генті, який виріс з еклектичних вечірок, що відбувалися наприкінці дев'яностих в Eskimo Fabriek у Генті. Андерграундні вечірки стали відомими завдяки змішуванню синт-попу, нової хвилі, ейсід-хаузу, фанку та рок-н-ролу в новий і свіжий звук, встановлюючи нові стандарти для бельгійської клубної культури. Міжнародні та місцеві талановиті ді-джеї, такі як Mo & Benoelie (пізніше The Glimmers), TLP і The Flying Dewale Brothers (пізніше стали 2 Many DJs), були звичайними гостями за вертушками. Оскільки Eskimo Fabriek потребував ремонту на рубежі століть, ескімоські вечірки перемістилися в Culture Club і тимчасову концепцію Belmondo в музей S.M.A.K.
Однак атмосфера цих вечірок продовжувала проходити через новий лейбл, який у 2000 році заснували Стефан Ванденберге та Дірк Де Рюйк як Eskimo Recordings. З самого початку постійна якість і оригінальність були ключовими цінностями, на яких базувався бренд. Стара та нова музика були ретельно поєднані в нове та інше звучання.
Перший реліз компіляції, що відображає ескімоський дух, вийшов у червні 2000 року: Eskimo: Various Artists And Many Others. Цей перший том був зібраний Дірком, Мо та Беноелі та містив диско та фанк 70-х, а також поп-соул, незрозумілий ейсид-хіп-хаус і нову соул-перлину Revival від Мартіна Жіро. Наступні томи 2-4 перетворилися на свого роду балеарський хаус, схоже на підхід ді-джея Альфредо в нічному клубі Amnesia на Iбiцa в кінці 80-х.

## Головні артисти
- Aeroplane
- Allez Allez
- Baldelli & Dionigi
- Bill Brewster
- Blende
- Bottin
- Dirty Minds
- DJ Naughty
- Downtown Party Network
- Freeform Five
- Headman
- Ilya Santana
- Ivan Smagghe
- Jean Winner
- Kris Menace
- L.S.B.
- Lindstrøm
- Lotterboys
- Low Motion Disco
- Michoacan
- NTEIBINT
- Optimo
- Peter Visti
- Prins Thomas
- Psychemagik
- Radio Slave
- Ray Mang
- Reverso 68
- Rub' N' Tug
- Satin Jackets
- Simone Fedi
- This Soft Machine